# Quechula

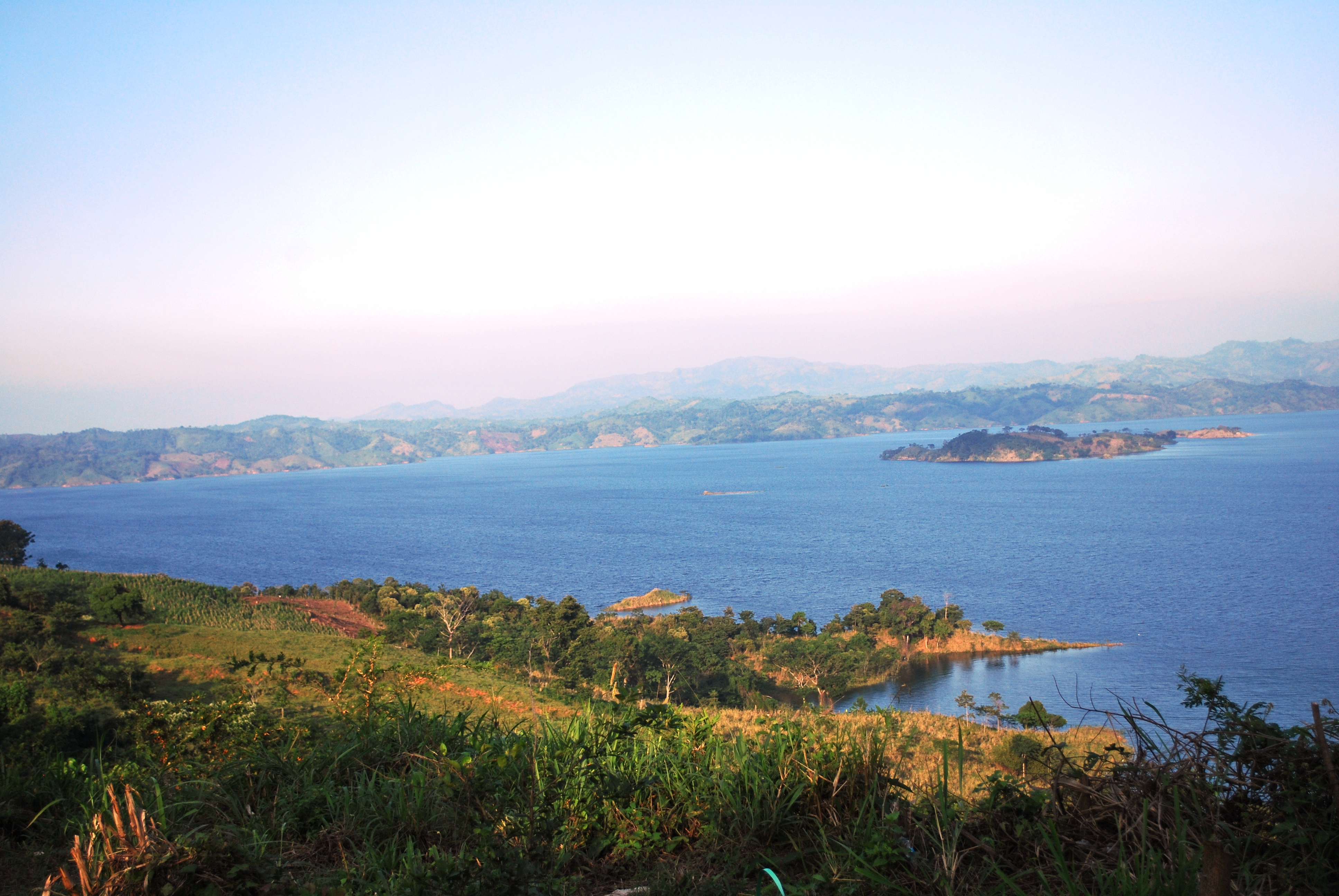
Quechula si trova sotto le onde del bacino di Nezahualcóyotl.

Quechula è il nome di una città fantasma sommersa situata nel Chiapas, Messico. Il villaggio fu fondato a metà del 1600 da Bartolomé de las Casas ed era di importanza strategica in quanto posto sul Camino Real, una strada che collegava molti insediamenti importanti nel Messico centrale.

## Tempio di Santiago
Nella città fu costruita una grande chiesa denominata Tempio di Santiago, nella prospettiva che l'insediamento diventasse un importante centro abitato. Tuttavia, ciò non avvenne mai, ed è improbabile la chiesa abbia mai avuto un prete ufficiale. Carlos Navarrete, un architetto che nel 1966 realizzò uno studio sulle rovine, sostenne che la chiesa probabilmente fu servita dai sacerdoti di altre chiese locali.
Dopo la diffusione della peste, che colpì la città nel 1773-1776, Quechula e la sua chiesa furono abbandonati. 
La costruzione della diga di Nezahualcóyotl sul fiume Grijalva nel 1966 sommerse tutta l'area, inclusa la grande chiesa. Tuttavia, a causa della siccità del 2002 e del 2015, i livelli di acqua si sono talmente abbassati che i resti della chiesa sono riemersi ed era possibile camminare tra le rovine.